# Chrysodema neefi
Chrysodema neefi es una especie de escarabajo del género Chrysodema, familia Buprestidae. Fue descrita científicamente por Lander en 2003.